# Ghost (formație)
Ghost (inițial numiți și Ghost B.C. în Statele Unite) este o formație rock suedeză, înființată în Linköping, în 2006.